# Воскресенский (Марий Эл)
Воскресенский (мар. Пызьыргуп кутыр) — хутор в Волжском районе Республики Марий Эл (Россия), в составе Большепаратского сельского поселения.

## География
Находится в 5 километрах (5,5 км по автодорогам) к юго-западу от центра поселения — села Новые Параты. Расстояние по автодорогам до Волжска — 26 км на юго-запад.

## История
В 1912 году несколько семей переселились из деревни Бизюргуп к озеру Мучашйер, образовав хутор. В 1927 году на хуторе Воскресенский было 17 дворов, проживали 82 человека, большинство составляли марийцы.
В 1931 году на хуторе образован колхоз «Красное знамя». В 1940 году в состав колхоза входили 18 дворов и 81 человек (из 106 человек, проживавших на хуторе). Колхоз обслуживался Сотнурской МТС. К началу 1941 года в колхозе содержались 8 голов КРС, 20 овец, 16 пчелосемей, 14 лошадей. Поля обрабатывали жаткой, 12 конными плугами, веялкой, пользовались телегами, санями. Для животных в колхозе находились конюшня, коровник, овчарня. Для собранного урожая были выстроены 3 зернохранилища, овин. В то время хутор относился к Моркияльскому сельсовету Сотнурского района.
Во время Великой Отечественной войны на фронт ушло 17 мужчин, а вернулось только 9.
В 1945 году в состав колхоза «Красное знамя» входили 18 дворов, 73 человека. В 1949 году колхоз обслуживался по договору Помарской МТС. В состав колхоза входили 17 дворов. Из хозяйственных построек в колхозе находились конюшня, коровник, 3 зернохранилища, картофелехранилище, овин, крытый ток, водогрейка. В 1952 году хутор Воскресенский входил в состав колхоза им. Калинина.
В 1980 году на хуторе Воскресенский Эмековского сельсовета Волжского района имелось 24 хозяйства, проживали 42 мужчины и 51 женщина, большинство составляли марийцы. Было электричество, колодезная вода, жители пользовались привозным газом. Из 24 домов 12 были довоенной постройки.
В 2000 году хутор был газифицирован. В 2004 году вошёл в состав Большепаратского сельского поселения.

## Население
| 2002 | 2010 |
| ---- | ---- |
| 38   | ↗43  |

В 2003 году по данным текущего учёта на хуторе проживал 41 человек в 24 дворах (в основном пенсионеры), согласно переписи 2002 года — 38 человек (22 мужчины, 16 женщин, марийцы — 100 %). По переписи 2010 года — 43 человека (23 мужчины, 20 женщин).

## Инфраструктура
Около хутора находятся лес и болота, также рядом с хутором расположены поля фермерских хозяйств. Трудоспособные жители работают в фермерских хозяйствах, в посёлке Приволжский и на предприятиях городов Волжска, Зеленодольска. Люди на своих приусадебных участках выращивают овощи, картофель, держат лошадей, коров, овец, коз, кур, свиней, пчел. Есть водопровод. Дома на хуторе бревенчатые, есть также 1 шлакобетонный и 3 кирпичных дома. По хутору проходит грунтовая дорога, до хутора дорога заасфальтирована.